# 弗里德姆鎮區 (堪薩斯州里帕布利克縣)
弗里德姆鎮區（英語：Freedom Township）為美國堪薩斯州里帕布利克縣轄下的鎮區。2010年美国人口普查中此鎮區人口有167人。

## 歷史
弗里德姆鎮區設立於1871年。

## 地理
弗里德姆鎮區涵蓋總面積為90.2平方（34.83平方英里），其中陸地面積為90.0平方（34.76平方英里），水域面積為0.18平方（0.07平方英里）或0.2%。海拔高度483（1,585英尺）。

## 人口統計
根據2010年美國人口普查，弗里德姆鎮區人口有167人，其中男性有87人，女性有80人，人口密度為每平方公里1.85人，住房計75戶。鎮區內的白人有159人，非裔美國人有8人，美洲原住民有0人，亞裔美國人有0人，太平洋島裔美國人有0人，其他種族有0人，混血種族則有0人。此外鎮區內有5人為西班牙裔或拉丁裔美國人。此鎮區之年齡中位數為51.6歲，而男性年齡中位數為52.9歲，女性年齡中位數為49歲。

## 交通

### 主要公路
- 81號美國國道